# 特勤沙龍
《特勤沙龍》是2008年喜劇電影，亞當·山德勒主演同時是編劇兼監製，與羅伯特·史密格爾（Robert Smigel）和裘德·阿帕陶（Judd Apatow）共同編劇，由丹尼斯·杜根（Dennis Dugan）執導，亞當·山德勒的製片公司「快樂麥迪遜」製作，哥倫比亞影業發行，台灣由博偉發行。電影在2008年6月6日北美首映，台灣於8月29日上映。
亞當·山德勒飾演的柔漢（Zohan，希伯來語 זוהן דביר），是以色列突擊隊中最著名的反恐英雄，但逐漸對以色列國防軍出使任務感到厭倦，於是假裝身亡化名潛逃，前往美國追求他的夢想－在紐約做一個髮型設計師。

## 演員
| 演員              | 角色                                       | 國語配音 | 粵語配音 |
| ----------------- | ------------------------------------------ | -------- | -------- |
| 亞當·山德勒       | 柔漢·狄娃 / Zohan "Scrappy Coco" Dvir      |          | 蘇強文   |
| 曼紐爾·克莉琪     | 黛莉·哈克巴勒 / Dhalia Hakbarah            |          | 曾秀清   |
| 約翰·特托羅       | 幻影·哈克巴勒 / Fatoush "Phantom" Hakbarah |          | 陳廷軒   |
| 尼克·史沃森       | 麥可 / Michael                             |          |          |
| 蕾妮·卡珊         | Gail                                       |          |          |
| 勞伯·許奈德       | 薩林曼 / Salim                             |          |          |
| Ido Mosseri       | Uri                                        |          |          |
| 艾力·馬帕         | Claude                                     |          |          |
| 大衛·馬修         | James                                      |          |          |
| Michael Buffer    | Walbridge                                  |          |          |
| 夏綠蒂·雷伊       | Mrs. Greenhouse                            |          |          |
| Sayed Badreya     | 海蒂 / Hamdi                               |          |          |
| Daoud Heidami     | Nasi                                       |          |          |
| 羅伯特·史密格爾   | Yosi                                       |          |          |
| 東尼·考克斯       | 本人 / Tony Cox                            |          |          |
| Dina Doron        | 柔漢媽                                     |          |          |
| Shelley Berman    | 柔漢爸                                     |          |          |
| 克里斯·洛克       | 計程車司機 / Taxi Driver                   |          |          |
| 亨利·溫克勒       | 本人 / Henry Winkler                       |          |          |
| 凱文·詹姆斯       | 本人 / Kevin James                         |          |          |
| 瑪麗亞·凱莉       | 本人 / Mariah Carey                        |          |          |
| 約翰·馬克安諾     | 本人 / John McEnroe                        |          |          |
| 喬治·竹井         | 本人 / George Takei                        |          |          |
| 布魯斯·威爾蘭奇   | 本人 / Bruce Vilanch                       |          |          |
| John Paul DeJoria | 保羅·米契 / Paul Mitchell                  |          |          |

## 製作

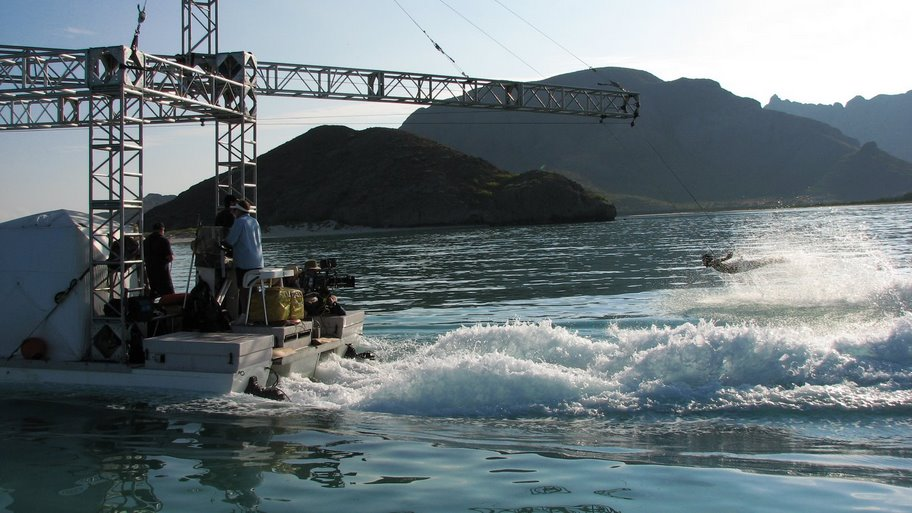
電影在墨西哥拍攝的場景

亞當·山德勒與兩位編劇羅伯特·史密格爾和裘德·阿帕陶，早在2000年時已擬寫劇本初稿，由於當年發生九一一恐怖攻擊事件，電影涉及的議題過於敏感而延期。在訪談中，史密格爾指出阿帕陶在初稿完成後就離開此拍攝計畫，全力製作他的節目《Undeclared》，此後就沒有再參與本片製作。
電影相似於《週末夜現場》的喜劇短劇「Sabra Price is Right」，同樣由亞當·山德勒與勞伯·許奈德演出，羅伯特·史密格爾編劇。史密格爾與山德勒過去合作過的電影包括，《阿呆闖學府》、《高爾夫球也瘋狂》和《魔鬼接班人》等片，本片是首次列入共同編劇名單裡，同時也是電影的執行製片，進一步設計電影的喜劇橋段。
亞當·山德勒的角色柔漢（Zohan）概念，大略參照在加利福尼亞州聖地牙哥工作，名為 Nezi Arbib 的髮型設計師，設計師實際上先前也是名以色列軍人。山德勒與電影工作人員與設計師會面，為了深入角色特質，學習各式各樣的髮型設計技巧與行事風格。透過電影，柔漢和其他以色列角色也使用許多希伯來語的字詞與片語，像是「Aba」－爸爸；「Ima」－媽媽；「B'seder」－OK 啦，或是「Faygelah」－同性戀等單字。
以色列報紙國土報（Haaretz）評論說，該片被好萊塢界稱為“以色列電影”，指出「以色列演員急於電影試鏡，反應比阿拉伯演員遠遠熱烈許多。」飾演柔漢真愛的巴勒斯坦人艾曼紐克·里奇，是在猶太教正統派環境下出生和長大。可能的解釋是，對以色列來說眾所周知的山德勒，在阿拉伯世界並不受到歡迎。阿拉伯演員 Sayed Badreya 表示「亞當·山德勒在阿拉伯和穆斯林社會，並不具有好名聲。」但 Sayed 隨後指出「與亞當合作過後，我是想...我的偏見也許大於我本身。」。

## 評價
影評家給予《特勤沙龍》普遍好壞交雜的評價。截至2008年6月30日的電影評論網站爛番茄，根據138篇評論中，有33%的影評家給予正面的評價。而Metacritic網站中基於35篇的影評，100分裡平均分數54分，得到好壞一般的評價。
John Podhoretz 在《旗幟周刊》寫道，電影有著「雜亂（Mess）」的情節和演出，「如亞當·山德勒往常一般，充斥著愚笨的笑點，就像給予愚笨的爛片名（You Don't Mess with the Zohan ），但至少還能讓14歲的影迷看的開心。」電影同樣有著獨特的「漫畫式」概念演出風格，以致於「每隔十分鐘或更多，才會讓你笑得開懷。」《娛樂週刊》評電影成績為C+，指出該片是「山德勒又一部「Mess」之作，不如蒙提·派森的飛行馬戲團」。
提及正面評價部份，《時代雜誌》聲稱電影呈現一種「放縱式笑點」，羅傑·艾伯特在《芝加哥太陽報》發表評論，滿分四顆星也給於該電影三顆星。大衛·艾德爾斯汀（David Edelstein）在《紐約雜誌》（New York Magazine）中，表示「亞當·山德勒著實令人著迷」，《紐約時報》的A.O.史考特（A.O. Scott）也說「從未見過如此傑出的擁護猶太復國主義者，結合能力超強的髮型設計師的性喜劇電影」。

## 外部連結
- 英文官方網站
- 中文官方網站
- 互联网电影数据库（IMDb）上《特勤沙龍》的资料（英文）
- 爛番茄上《特勤沙龍》的資料（英文）
- Metacritic上《特勤沙龍》的資料（英文）
- Box Office Mojo上《特勤沙龍》的資料（英文）
- AllMovie上《特勤沙龍》的资料（英文）